# Solange Lebourges
Solange Lebourges (Francia, 1951) es una bailarina, maestra, escritora y traductora profesional. Es conocida por su trabajo como solista en la Compañía Nacional de Ecuador y Ballet Teatro del Espacio, en México; como maestra de danza en la Escuela del Ballet Teatro del Espacio, Escuela Nacional Nellie y Gloria Campobello y en la Academia de la Danza Mexicana.
Es Licenciada en Letras Modernas por la Universidad de París X Nanterre y por la Secretaría de Educación Pública (México). Ha ejercido como traductora profesional, columnista de la revista Danza Cuerpo-Obsesión, escritora de libros y conferencista.

## Reseña biográfica
Se inició en la danza clásica a los siete años de edad con Francoise Barre. Continuó su formación en Francia con Solange Golovina, Suzanne Lorcia (de la Ópera de París), Nora Kiss, Rosella Hightower y Marika Besobrasova.
En 1968 recibió de Serge Lifar el segundo lugar del Premio de la Scene Francaise.
En los años 1976 y 1977 fue solista del Ballet Nacional de Ecuador.
En México fue solista por 25 años del Ballet Teatro del Espacio e intérprete de las obras del maestro Michel Descombey.
Desde 1984 ejerció como maestra de ballet y francés en la Escuela del Ballet Teatro del Espacio, la Escuela Nacional Nellie y Gloria Campobello y en la Academia de la Danza Mexicana. Ese mismo año recibió en México el Premio de la Unión de Cronistas y Críticos de Danza por su interpretación de Silencio de M. Descombey.
En 1998 recibió el reconocimiendo del Cenidi-José Limón del Instituto Nacional de Bellas Artes (INBA) "Una vida en la danza".
En junio de 2004 recibió la Medalla de Bellas Artes en homenaje a su retiro.
En 2005, es nombrada Caballero de la Orden de las Artes y las Letras del gobierno francés
En agosto de 2006 publicó el libro "En busca del dégagé perfecto, terminología del ballet", en Publicaciones y Fomento Editorial de la UNAM. En el mismo año obtuvo la beca de intérprete con trayectoria destacada del FONCA.
En 2008 tradujo y publicó "La Danza Océana" (biografía de Doris Humphrey), de C. Pujade-Renaud. 
Ha obtenido tres veces la beca de intérpretes del Fondo Nacional para la Cultura y las Artes (FONCA).
Desde 2018, es creadora emérita del Sistema Nacional de Creadores de Arte (SNCA)

## Distinciones
- Scene Francaise (Segundo Lugar, 1968)
- Premio de la Unión de Cronistas y Críticos de Danza (por interpretación de Silencio, de M. Descombey, 1984)[1]
- Reconocimiento Cenidi-José Limón, del Instituto Nacional de Bellas Artes (INBA) ("Una vida en la danza", 1998)
- Medalla de Bellas Artes (En ocasión de su retiro, 2004)
- Caballero de la Orden de las Artes y las Letras del gobierno francés
- Intérprete con trayectoria destacada (Beca del FONCA, 2006)
- Beca de intérpretes (FONCA)